# Ateez
Ateez (kor. 에이티즈, zapis stylizowany: ATEEZ) – południowokoreański boysband założony w 2018 roku przez KQ Entertainment.
Nazwa ich oficjalnego fanklubu to Atiny (ATEEZ + Destiny).

## Historia

### 2018: Przed debiutem oraz debiut zTreasure EP.1: All to Zero
Przed debiutem Ateez byli znani jako KQ Fellaz, od nazwy ich wytwórni KQ Entertainment. Wytwórnia wydała w serwisie YouTube serię KQ Fellaz American Training, w której pojechali trenować do Los Angeles w Kalifornii. Podczas tego programu KQ Entertainment przedstawiło dziewiątego członka grupy stażystów, Lee Jun-younga. Razem skomponowali i opracowali choreografię piosenki wyprodukowanej przez lidera Hongjoonga i trenowali w studiach tańca Movement Lifestyle oraz Millennium Dance Complex. Grupa opublikowała swoje pierwsze wideo z występu 18 maja 2018 roku. Dzięki temu wydaniu KQ Entertainment ogłosiło, że stażysta Lee Jun-young nie dołączy ostatecznie do grupy. Na zakończenie serii 3 lipca KQ Fellaz wydali piosenkę „From”.
Po zakończeniu serii, 26 czerwca, wytwórnia zapowiedziała reality show zespołu przez pierwszy z trzech zwiastunów. Drugi zwiastun został wydany 3 lipca, w którym wprowadzono oficjalną nazwę grupy: Ateez. Program ostatecznie został zatytułowany Code Name to Ateez. Trzeci zwiastun został przesłany 13 lipca, prezentując intro. Premiera programu odbyła się 20 lipca na kanale Mnet.
2 października 2018 roku Ateez opublikowali zwiastun zdjęcia zapowiadającego datę debiutu. Dodatkowo zawierał datę i lokalizację debiutanckiego showcase'u – 24 października w Yes24 Livehall, w Seulu. Po tej zapowiedzi przesyłali zdjęcia promujące od 8 do 23 października. 24 października Ateez wydali debiutancki album Treasure EP.1: All to Zero. Wraz z wydaniem płyty ukazały się także teledyski do głównych utworów „Pirate King” i „Treasure”. Ich pierwszy występ w programie muzycznym odbył się 25 października w M Countdown.

### 2019:Treasure EP.2,Treasure EP.3,Treasure EP.Fin, trasaThe Expedition Touri debiut w Japonii
2 stycznia Ateez opublikowali zdjęcie za pośrednictwem oficjalnych mediów społecznściowych z kodem Morse'a jako podpisem. Dzień później potwierdzili swój comeback z minialbumem Treasure EP.2: Zero to One. Minialbum ukazał się 15 stycznia, wraz z teledyskiem do głównego singla „Say My Name”. 24 stycznia ogłosili swoją pierwszą trasę koncertową, zatytułowaną The Expedition Tour, z marcowymi datami występów w Brooklynie, Chicago, Dallas, Atlancie i Los Angeles.
20 lutego ogłosili dodatkowe koncerty w Europie: z kwietniowymi datami w Londynie, Lizbonie, Paryżu, Berlinie, Amsterdamie, Mediolanie, Budapeszcie, Sztokholmie, Warszawie i Moskwie. Wszystkie koncerty zostały wyprzedane.
9 maja ukazał się teledysk do utworu „Promise”. 17 maja Ateez wystąpili podczas KCON 2019 Japan w Chibie, w Japonii. 8 lipca zespół podpisał kontrakt z amerykańską wytwórnią RCA Records.
5 czerwca zapowiedzieli swoją pierwszą trasę koncertową po Australii – The Expedition Tour In Australia, z koncertami zaplanowanymi na 9 sierpnia w Margaret Court Arena, w Melbourne i 11 sierpnia w The Big Top Sydney, w Sydney. Trzeci minialbum pt. Treasure EP.3: One to All ukazał się 10 czerwca. Główny singel z płyty, „Wave”, został wybrany w głosowaniu przez fanów. Tego samego dnia ukazały się teledyski do utworów „Wave” i „Illusion”. 20 czerwca zdobyli pierwszą wygraną w programie muzycznym – M Countdown. 25 czerwca zdobyli drugą nagrodę, w programie The Show. 6 lipca wystąpili podczas KCON 2019 NY w Nowym Jorku, a 8 lipca ukazał się teledysk do piosenki „Aurora”. 17 sierpnia wystąpili na KCON 2019 w Los Angeles, a 19 sierpnia – na KCON LA After Party.
6 lipca wystąpili podczas KCON 2019 NY w Nowym Jorku, a 8 lipca ukazał się teledysk do piosenki „Aurora”.
18 września Ateez zapowiedzieli comecack z pierwszym albumem studyjnym. Płyta Treasure EP.Fin: All to Action ukazała się 8 października, wraz z teledyskiem do głównego singla „Wonderland”. 4 grudnia Ateez wystąpili na Mnet Asian Music Awards 2019 w Nagoi, gdzie otrzymali nagrodę Worldwide Fan Choice top 10. Tego samego dnia wydali swój pierwszy japoński album TREASURE EP.EXTRA: Shift The Map.

### 2020: Zakończenie seriiTreasurei rosnący krajowy sukces
6 stycznia 2020 roku zespół wydał czwarty minialbum Treasure Epilogue: Action to Answer, będący ostatnią częścią ich serii „Treasure”. Teledysk do głównego utworu „Answer” został wydany tego samego dnia, a Japońska wersja teledysku została wydana 29 stycznia. W 2020 roku płyta sprzedała się w liczbie 179 796 fizycznych kopii w Korei Południowej.
Druga światowa trasa Ateez, The Fellowship: Map the Treasure, miała rozpocząć się w lutym w Seulu, z kontynuacją w marcu w siedmiu europejskich miastach, a także w kwietniu do dwóch miastach w Japonii i pięciu miastach w Stanach Zjednoczonych. Koncerty w Seulu odbyły się zgodnie z planem w dniach 8–9 lutego, jednak ze względu na obawy związane z pandemią COVID-19 kolejne daty trasy zostały przesunięte na czas nieokreślony. Przed przełożeniem trasy kilka koncertów zostało już wyprzedanych, a według doniesień przystanki w Amsterdamie, Madrycie i Moskwie były wyprzedane od stycznia. Wszystkie koncerty w Stanach Zjednoczonych również zostały wyprzedane, w tym niektóre w salach będących w stanie pomieścić ponad 18 tys. osób.
8 maja Koreański Serwis Kulturalno-Informacyjny (KOCIS) – filia Ministerstwa Sportu, Kultury i Turystyki – wyznaczył Ateez jako ambasadora promocji na rok 2020, czyniąc z nich oficjalnych ambasadorów koreańskiej kultury i turystyki za granicą. Jako część ich ambasadora Ateez uczestniczyli w wyzwaniu sztafetowym „Overcome Together”, aby zachęcić do bezpiecznych nawyków w unikaniu COVID-19. Nie mogąc osobiście komunikować się z fanami Ateez zorganizowali bezpłatny, wirtualny koncert pod nazwą Crescent Party za pośrednictwem V Live, z ponad 1,4 miliona zarejestrowanych widzów oglądających wydarzenie na żywo 30 maja. 26 czerwca zagrali na otwarcie i zamknięcie wydarzenia KCON: TACT 2020, podczas którego odbyło się ich wirtualne spotkanie z fanami.
4 lipca grupa udostępniła harmonogram promocji piątego minialbumu Zero: Fever Part.1. Tak jak poprzednio główny singel z płyty został wybrany w głosowaniu przez fanów. Płyta ukazała się 29 lipca, a „Inception” został wybrany na singel. Teledysk do „Inception” ukazał się tego samego dnia, a drugi teledysk do utworu „Thanxx” został wydany 23 sierpnia. Utwór przyniósł grupie dwie nagrody w programach muzycznych The Show i Show Champion. Zero: Fever Part.1 sprzedał się w liczbie ponad 347 tys. egzemplarzy w Korei Południowej, czyniąc go pierwszym albumem Ateez, który uzyskał platynowy certyfikat z Gaon.
29 sierpnia Ateez pojawili się w programie Immortal Songs: Singing the Legend, w którym wykonali cover „Black Cat Nero” (kor. 검은 고양이 네로) zespołu Turbo i wygrali odcinek na podstawie głosów oddanych przez 20 jurorów. 31 października ukazał się oficjalny Halloweenowy teledysk do „Black Cat Nero”, z gościnnym występem piosenkarza Kim Jong-kooka. Podczas gali 2020 Mnet Asian Music Awards ogłoszono, że Ateez dołączą do The Boyz i Stray Kids i wystąpią w programie Kingdom stacji Mnet.

### Od 2021:Zero: Fever Part.2,Into the A to Z,Zero: Fever Part.3iZero: Fever Epilogue
6 lutrgo 2021 roku Ateez ponownie wystąpili w programie Immortal Songs, w którym wykonali cover „It’s Raining” (kor. 검은 고양이 네로) Raina i wygrali odcinek.
1 marca został wydany szósty minialbum pt. Zero: Fever Part.2, razem z teledyskiem do głównego singla „Fireworks (I'm the One)”. Ateez odebrali swoją piątą nagrodę za piosenkę w programie muzycznym The Show 9 marca.
24 marca ukazał się ich drugi japoński album studyjny Into the A to Z. Płyta uplasowała się na 6. pozycji listy Oricon Album Chart.
22 maja zespół wystąpił w programie Imortal Songs: Singing the Legend, w którym wykonali cover piosenki „Right Now” Psy'a i wygrali odcinek. 28 lipca Ateez wydali swój pierwszy japoński singel „Dreamers”, który służy jako piąty ending do rebootu anime Digimon Adventure z 2020 roku.
4 sierpnia ogłosili kolaborację z Kim Jong-kookiem – single album zatytułowany Season Songs, z głównym singlem pt. „Be My Lover” (kor. 바다 보러 갈래 Bada Boreo Gallae), który został wydany 16 sierpnia. 19 sierpnia poinformowano o współpracy zespołu z amerykańską grupą a cappella Pentatonix przy nagraniu singla „A Little Space”, który został wydany cyfrowo następnego dnia.
13 września Ateez wydali swój siódmy minialbum Zero: Fever Part.3, wraz z teledyskiem do głównego singla „Deja Vu”, który został wybrany przez fanów w konkurencji z utworem „Eternal Sunshine”. Liczba zamówień płyty przekroczyła 800 tys. egzemplarzy, ponad dwukrotnie więcej niż ich przednie wydawnictwo. Minialbum zadebiutował na pierwszym miejscu listy World Albums Chart Billboardu, singel uplasował się na 4. miejscu listy World Digital Songs Chart. Był to także pierwszy album zespołu odnotowany na liście Billboard 200 – zadebiutował na 42. pozycji. 22 września odebrali szóstą nagrodę w programie muzycznym Show Champion stacji MBC za promowany singiel „Deja Vu”.
14 listopada ogłoszono, że trzecia światowa trasa, The Fellowship: Beginning of the End, odbędzie się w 2022 roku. Ma rozpocząć się trzema koncertami w Seulu na początku stycznia i obejmie 5 miast w Stanach Zjednoczonych i 6 w Europie z ostatnim 1 marca.
10 grudnia Ateez wydali ósmy minialbum Zero: Fever Epilogue, z głównymi singlami „Turbulence” (kor. 야간비행 (Turbulence)) i „The Real (Heung version)” (kor. 멋 (The Real) (흥:興 Ver.)). Album zawiera utwory, które zostały wcześniej wprowadzone przez program Kingdom: Legendary War, wraz z utworem „Symphony No.9 “From The Wonderland””, który zajął pierwsze miejsce spośród 15 najlepszych występów K-popowych w 2021 według Genius Korea.

## Członkowie
| Pseudonim   | Pseudonim | Prawdziwe imię | Prawdziwe imię | Data urodzenia            | Pozycja                   |
| Latynizacja | Hangul    | Latynizacja    | Hangul         | Data urodzenia            | Pozycja                   |
| ----------- | --------- | -------------- | -------------- | ------------------------- | ------------------------- |
| Seonghwa    | 성화      | Park Seong-hwa | 박성화         | 3 kwietnia 1998(dts)      | wokalista                 |
| Hongjoong   | 홍중      | Kim Hong-joong | 김홍중         | 7 listopada 1998(dts)     | lider, raper              |
| Yunho       | 윤호      | Jeong Yun-ho   | 정윤호         | 23 marca 1999(dts)        | wokalista, główny tancerz |
| Yeosang     | 여상      | Kang Yeo-sang  | 강여상         | 15 czerwca 1999(dts)      | tancerz, wokalista        |
| San         | 산        | Choi San       | 최산           | 10 lipca 1999(dts)        | wokalista                 |
| Mingi       | 민기      | Song Min-gi    | 송민기         | 9 sierpnia 1999(dts)      | raper, główny tancerz     |
| Wooyoung    | 우영      | Jung Woo-young | 정우영         | 26 listopada 1999(dts)    | główny tancerz, wokalista |
| Jongho      | 종호      | Choi Jong-ho   | 최종호         | 12 października 2000(dts) | główny wokalista, maknae  |

## Dyskografia

### Albumy studyjne
Koreańskie
- Treasure EP.Fin: All to Action (2019)
- The World EP.Fin: Will (2023)

Japońskie
- TREASURE EP.EXTRA: Shift The Map (2019)
- Into the A to Z (2021)

### Minialbumy
Koreańskie
- Treasure EP.1: All to Zero (2018)
- Treasure EP.2: Zero to One (2019)
- Treasure EP.3: One to All (2019)
- Treasure Epilogue: Action to Answer (2020)
- Zero: Fever Part.1 (2020)
- Zero: Fever Part.2 (2021)
- Zero: Fever Part.3 (2021)
- Zero: Fever Epilogue (2021)
- The World EP.1: Movement (2022)
- The World EP.2: Outlaw (2023)
- The World EP.FIN : WILL (2023)

Japońskie
- TREASURE EP.Map To Answer (2020)
- BEYOND: ZERO (2022)
- The World EP. Paradigm (2022)

### Single

#### Single album
- SPIN OFF : FROM THE WITNESS (2022)